# Lilangeni
El lilangeni (plural emalangeni en suazi) es la moneda de curso legal en Suazilandia. Está dividida en 100 centavos. Su valor está fijado al del rand sudafricano por lo que también este es de curso legal en Sudáfrica.

## Historia
El lilangeni se introdujo en 1974, fijando su tasa de cambio al rand sudafricano, ya que Suazilandia forma parte del Área Monetaria Común.

## Monedas
En 1974 se acuñaron monedas de 1, 2, 5, 10, 20, 50 céntimos y 1 lilangeni. La moneda de 2 céntimos dejó de acuñarse en 1982; en 1986 la moneda de 1 céntimo cambió su forma a circular, y el material de las monedas de 1 lilangeni se sustituyó por níquel-latón. Entre 1995 y 1996 se añadieron las denominaciones de 2 y 5 emalangeni.
Las principales características de las monedas en circulación son las siguientes:
| Denominación | Emisión | Metal    | Forma       | Diámetro (mm.) | Peso (gr.) | Canto    | Anverso              | Reverso                                                           | Imagen                       |
| ------------ | ------- | -------- | ----------- | -------------- | ---------- | -------- | -------------------- | ----------------------------------------------------------------- | ---------------------------- |
| 5 Céntimos   | 1974    | Cu+Ni    | Lobulada    | 18,00          | 2,14       | Liso     | Mswati III SWAZILAND | Valor facial 5 CENTS Planta año de acuñación                      | Detalle en "ficha de moneda" |
| 10 céntimos  | 1974    | Cu+Ni    | Lobulada    | 21,00          | 3,58       | Liso     | Mswati III SWAZILAND | Valor facial 10 CENTS Planta año de acuñación                     | Detalle en "ficha de moneda" |
| 20 céntimos  | 1974    | Cu+Ni    | Lobulada    | 25,00          | 5,54       | Liso     | Mswati III SWAZILAND | Valor facial 20 CENTS Elefante año de acuñación                   | Detalle en "ficha de moneda" |
| 50 céntimos  | 1974    | Cu+Ni    | Dodecagonal | 28,00          | 8,65       | Liso     | Mswati III SWAZILAND | Valor facial 50 CENTS Escudo de armas año de acuñación            | Detalle en "ficha de moneda" |
| 1 lilangeni  | 1986    | Cu+Al+Ni | Circular    | 22,00          | 9,50       | Estriado | Mswati III SWAZILAND | Ntombi de Suazilandia Valor facial ONE LILANGENI año de acuñación | Detalle en "ficha de moneda" |
| 2 emalangeni | 1995    | Cu+Al+Ni | Circular    | 24,00          | 5,00       | Estriado | Mswati III SWAZILAND | Cala Valor facial 2 EMALANGENI año de acuñación                   | Detalle en "ficha de moneda" |
| 5 emalangeni | 1996    | Cu+Al+Ni | Circular    | 27,00          | 7,50       | Estriado | Mswati III SWAZILAND | Valor facial 5 EMALANGENI Escudo de armas año de acuñación        |                              |

## Billetes
En 1974 la Autoridad Monetaria de Suazilandia emitió los primeros billetes de 1, 2, 5 y 10 emalangeni, junto a los de 20 emalangeni en 1978. En 1981 el Banco Central de Suazilandia asumió la competencia de imprimir los billetes, emitiendo los primeros billetes conmemorando el jubileo del rey Sobhuza II. Entre 1982 y 1985, se emitieron las series normales de billetes de 2, 5, 10 y 20 emalangeni. En 1990 se añadió la denominación de 50 emalangeni. Entre 1995 y 1996 los billetes de 2 y 5 emalangeni fueron sustituidos por monedas, y además se emitieron billetes de 100 y 200 emalangeni en 1996 y 1998 respectivamente. Los billetes de 200 emalangeni conmemoran el 30.º aniversario de la independencia del país.
Las características de la última serie de billetes en circulación se detallan a continuación:
| Denominación   | Efigie     | Color predominante | Imagen del anverso | Imagen del reverso |
| -------------- | ---------- | ------------------ | ------------------ | ------------------ |
| 10 emalangeni  | Mswati III | Azul               |                    |                    |
| 20 emalangeni  | Mswati III | Violeta            |                    |                    |
| 50 emalangeni  | Mswati III | Rojo               |                    |                    |
| 100 emalangeni | Mswati III | Marrón             |                    |                    |
| 200 emalangeni | Mswati III | Verde              |                    |                    |